# Esbjerg
Esbjerg ( PRONÚNCIA DINAMARQUESA) é uma cidade portuária da Dinamarca, localizada na costa oeste da península da Jutlândia, junto ao Mar do Norte, em frente da ilha turística de Fanø.
Era um importante porto piscatório, mas as atividades de pesca diminuíram e o seu porto é agora a grande base das atividades offshore no Mar do Norte.

| Etimologia de Esbjerg O nome geográfico Esbjerg deriva possivelmente das palavras Æsi (nome antigo para as águas entre Esbjerg e a ilha de Fanø) e -bjerg (”montanha”). A cidade está mencionada como Eysbergh, em 1502. |

Tem cerca de 71 505 habitantes (2024).
É sede da comuna de Esbjerg, pertencente à região da Dinamarca do Sul (Region Syddanmark).

Dispõe de um importante porto marítimo com heliporto, centro de grande parte da atividade petrolífera dinamarquesa no Mar do Norte e um dos maiores portos de exportação da Dinamarca, por onde passa uma parte significativa das suas exportações agrícolas (manteiga, toucinho).

## Comunicações
Esbjerg é atravessada pela estrada europeia E20, ligando a própria cidade a Kolding-Odense e Copenhaga.

A cidade está igualmente ligada por via férrea a Kolding-Odense e Copenhaga, no sentido leste-oeste, e a Aalborg e Aarhus, no norte, e a Hamburgo, no sul.

Está servida pelo aeroporto de Esbjerg, a 9 km a nordeste da cidade.

Dispõe de um importante porto de pesca e de ligação marítima com a Inglaterra.

## Economia
A economia tradicional de Esbjerg estava dominada pela atividade portuária, pesqueira e comercial.

Hoje em dia, a economia da cidade está fortemente ligada às empresas do sector da energia e do offshore. O seu porto é a base da exploração dos campos dinamarqueses de petróleo e gás natural no Mar do Norte, e ainda a base de escoamento de produtos da indústria de turbinas eólicas.

## Educação
- Universidade da Dinamarca do Sul (Campus Esbjerg) – com 845 estudantes (2020). [9][10]

## Pontos turísticos
Esta antiga cidade tem várias atrações turísticas de destaque:

- Museu de Arte de Esbjerg (Esbjerg Kunstmuseum) [12]
- Esculturas monumentais frente ao oceano (Monumental konst i Esbjerg) [13]

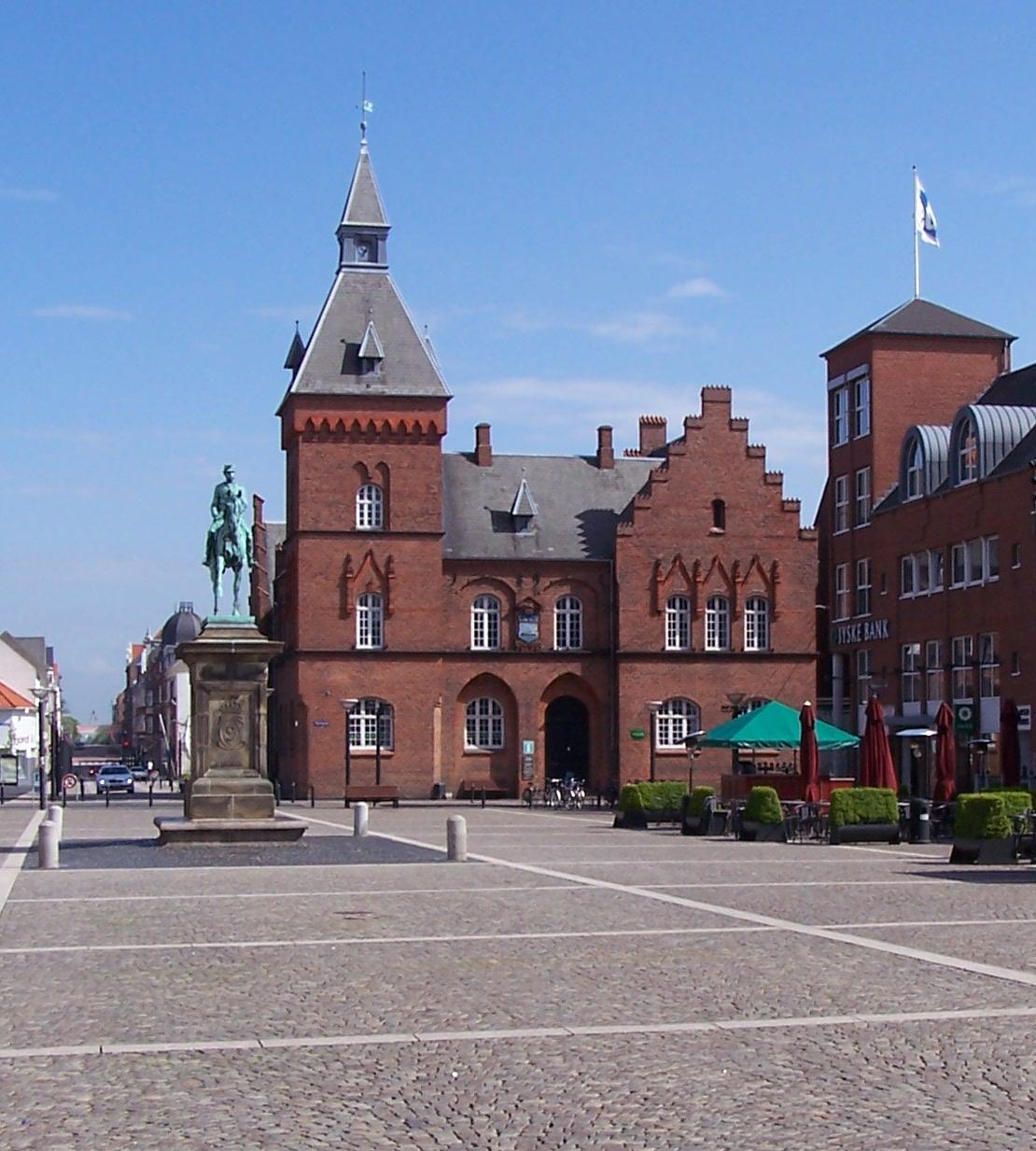
Praça central com a câmara municipal (br: prefeitura); (rådhus)
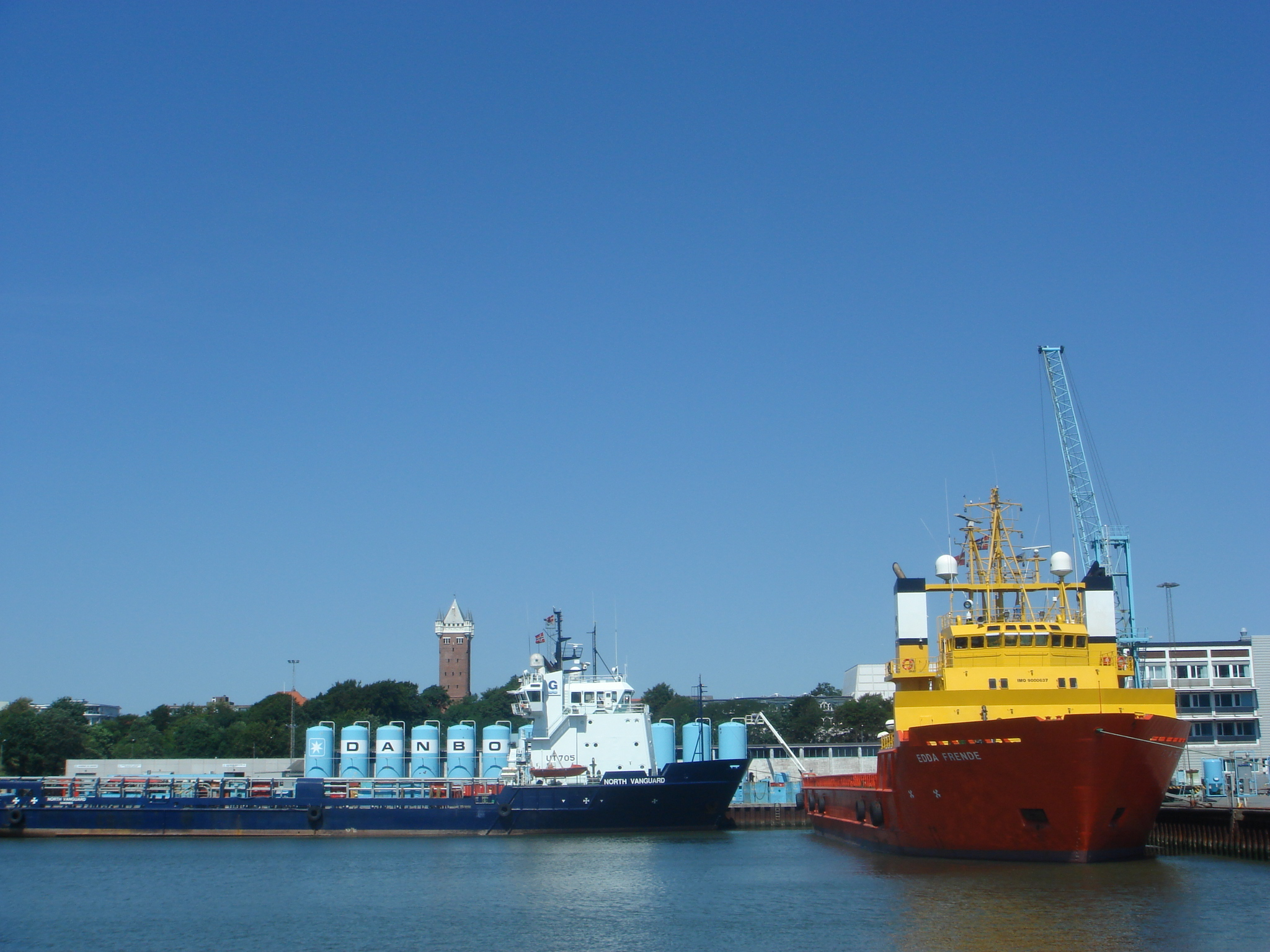
O porto de Esbjerg
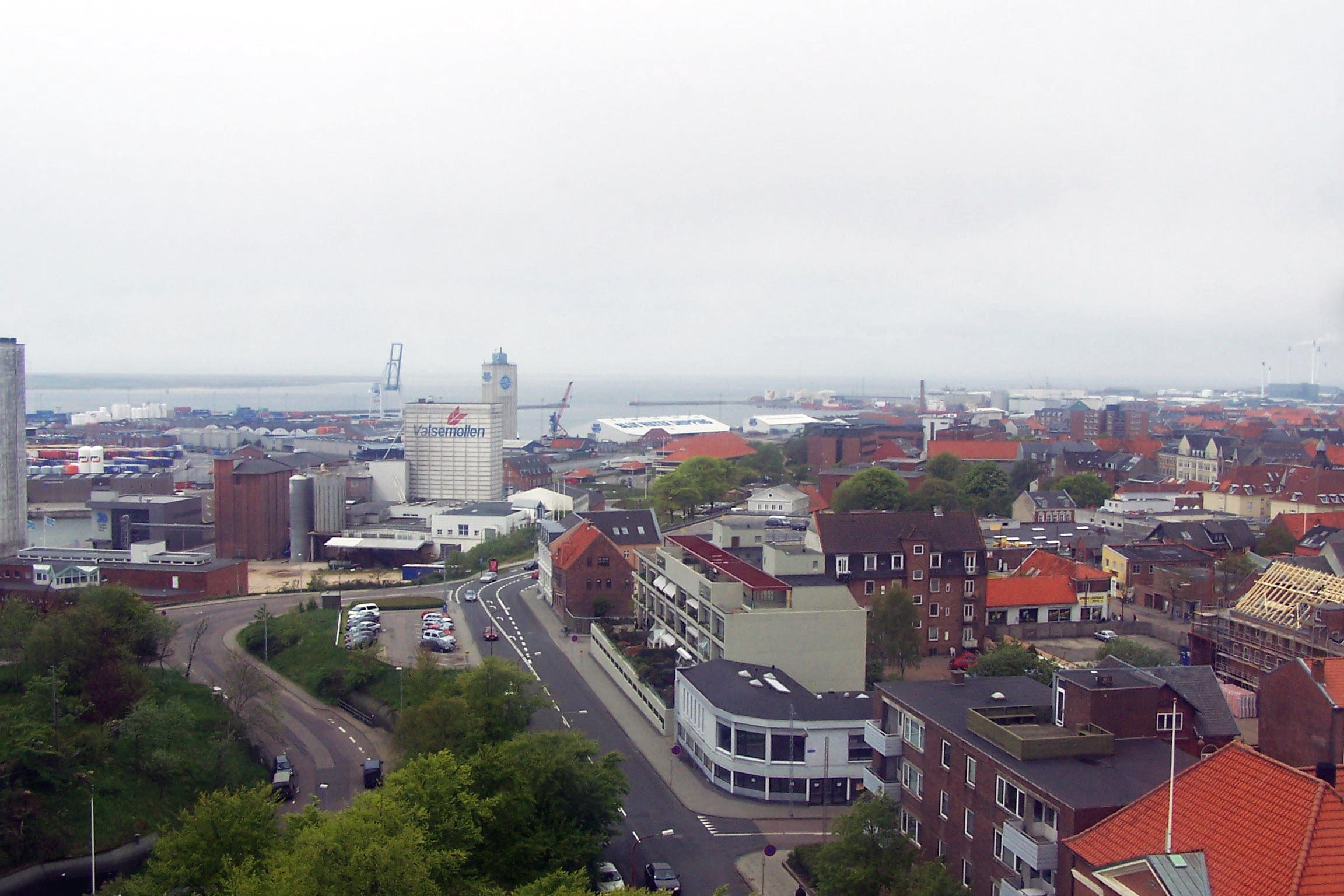
Vista da cidade e do porto
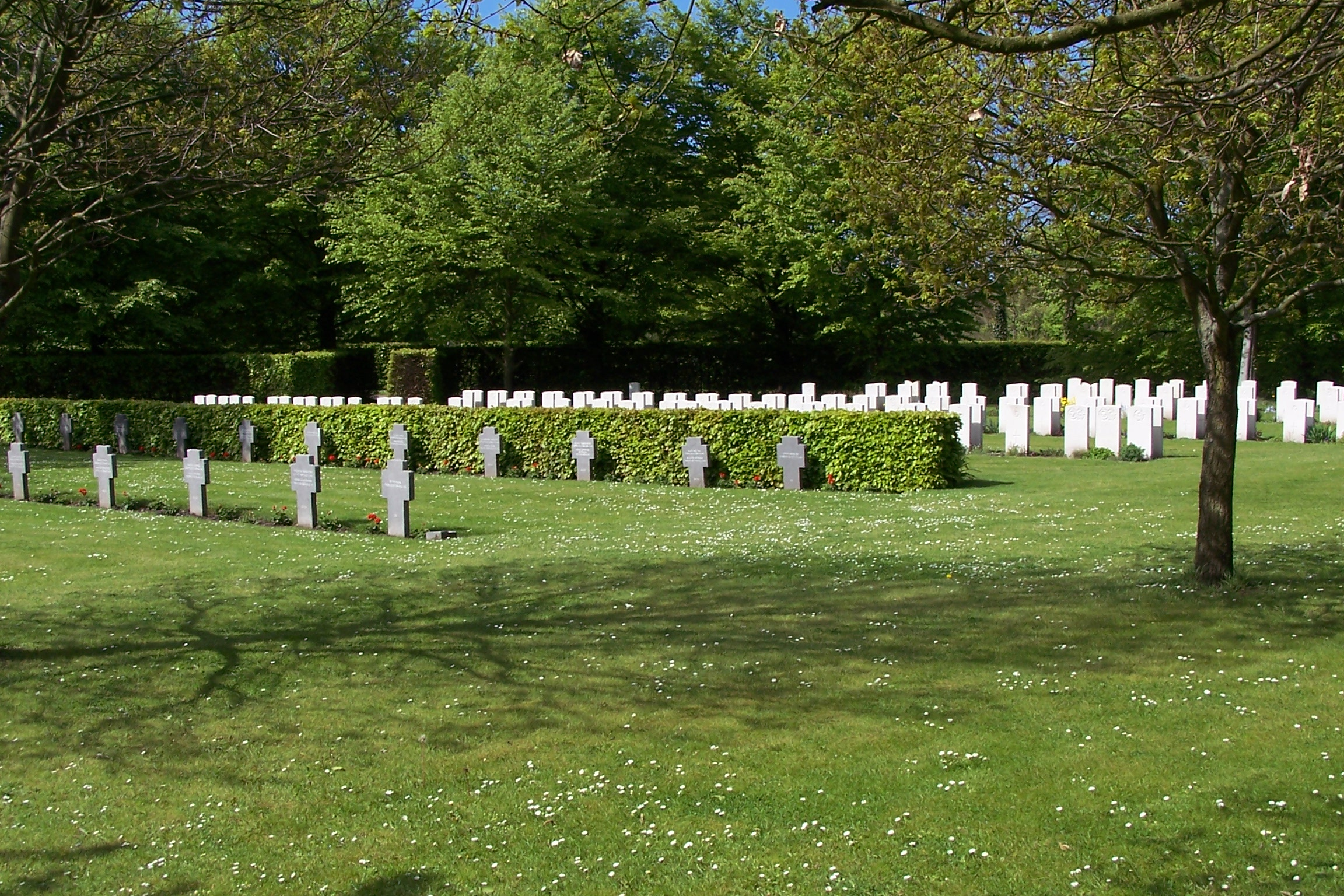
Cemitério de guerra de Esbjerg – Sepulturas dos soldados alemães e sepulturas dos soldados aliados